# Parafia Ewangelicko-Metodystyczna w Słupsku
Parafia Kościoła Ewangelicko-Metodystycznego w Słupsku – parafia ewangelicko-metodystyczna działająca w Słupsku, należąca do okręgu zachodniego Kościoła Ewangelicko-Metodystycznego w RP.

## Historia
Na terenie Pomorza Środkowego metodyści z Kołobrzegu rozpoczęli działalność w latach 70. XIX wieku. W latach 1892–1894 Słupsk odwiedzał pastor Hugon Günther z Białogardu. Parafia niemieckiego Episkopalnego Kościoła Metodystycznego (niem. Bischöfliche Methodistische Kirche) powstała w Słupsku w 1894 roku. Wraz z parafią w Ustce powstałą w roku 1898 stanowiła ona jeden okręg zborowy. W 1911 okręg zborowy liczący 65 członków pełnoprawnych, 15 próbnych oraz 45 dzieci w biorących udział w szkółce niedzielnej, obejmował: Ustkę, Słupsk i Sławno. Podczas I wojny światowej i aż do roku 1920 okręg zborowy Słupsk–Ustka obsługiwał pastor z parafii koszalińskiej.
W roku 1920 okręg Słupsk-Ustka ponownie się usamodzielnił. 29 listopada 1925 poświęcono kościół, który otrzymał nazwę Kościół Chrystusa (Christuskirche) i posiadał 180 miejsc siedzących. Jednak parafia odczuwała brak miejscowego pastora, który wciąż dojeżdżał z Ustki. Sytuacja ta trwała do 1945 gdy niemiecka ludność emigrowała do Niemiec. Pod koniec lat 20. nastąpił największy rozwój. W roku 1928 okręg posiadał 7 placówek, w tym 4 główne w: Ustce, Słupsku, Sławnie i Smołdzinie. Należało do niego 102 członków pełnoprawnych, 40 próbnych oraz 56 dzieci. Cztery lata później było to 125 członków pełnoprawnych, 36 próbnych i 52 dzieci.
Stały, lecz powolny rozwój trwał do roku 1945.